# صورة الجسد

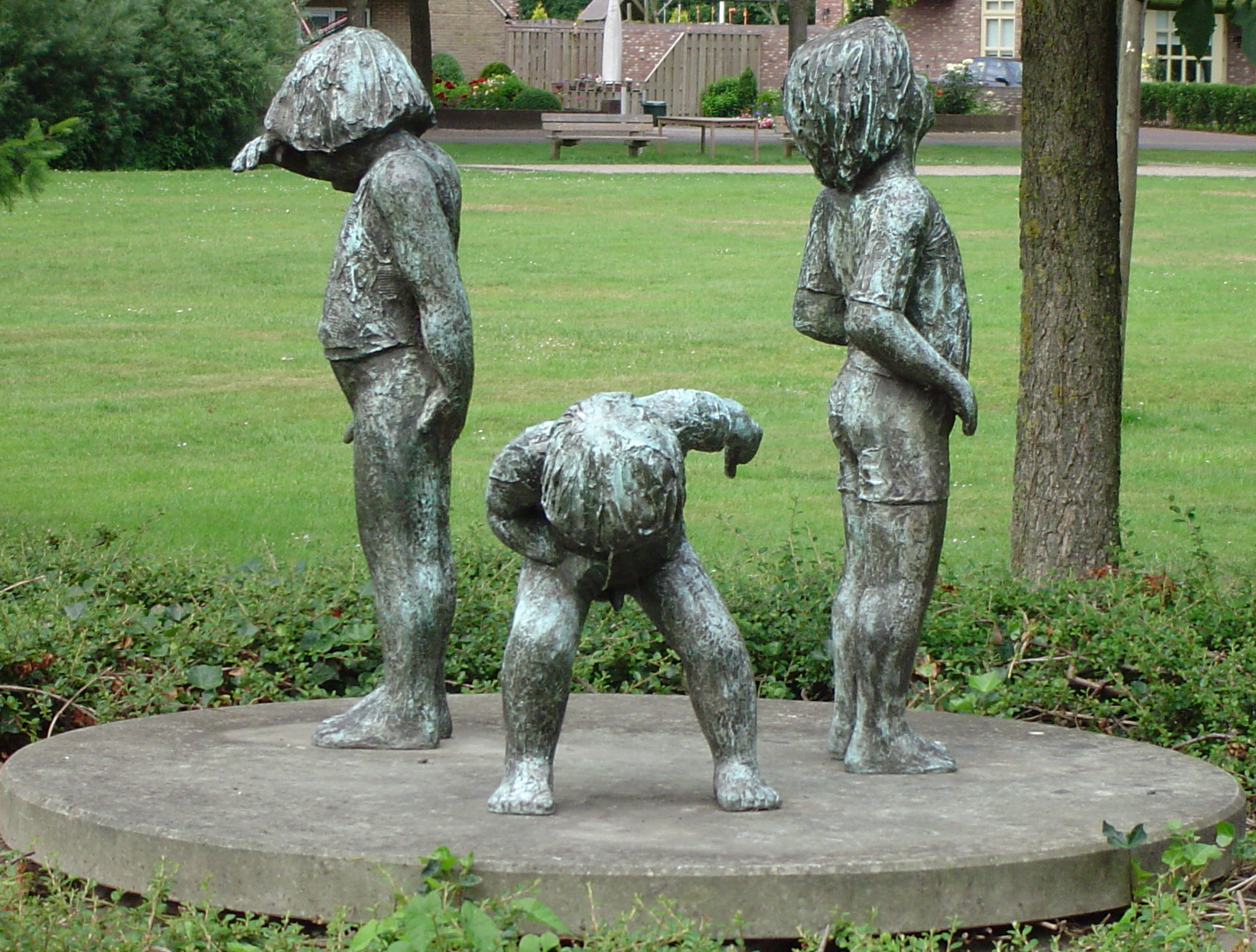

صورة الجسد يتم تعريفها على أنها أفكار المرء وإدراكه وموقفه من مظهره الشخصي، وهي كيف يرى الشخص نفسه وكيف يشعر تجاه شكل جسمه عند النظر للمرآة. ترتبط فكرة الجسد المثالي ارتباطاً وثيقاً بالوصمة المبنية على الوزن التي تتمثل بالتمييز لإشعار الشخص بالخزي بناءاً على الوزن، حيث أن قولبة الوزن وتنميطه على وزن معين مثالي يزيد من عدم الرضا على الجسم، ويعاني الأشخاص الذين يشعرون بوصمة العار من وزنهم من خطر عالٍ للإصابة بالاكتئاب وعدم الرضا عن الجسم والثقة المنخفضة في النفس. على مر التاريخ، قامت المعتقدات الثقافية السائدة ببناء وجهة نظرعامة الشعب تجاه شكل جسد المرأة المثالي، ولكن في يومنا هذا ومع انتشار وسائل التواصل الاجتماعي المختلفة كالتلفاز والإنترنت والمجلات أصبحنا محاطين بصور نمطية للجمال.

## العوامل المؤثرة
القلق حيال صورة الجسد غالبا ما تبدأ في سن صغير لتستمر مدى الحياة، حيث وجد أن معظم الفتيات منذ السادسة من العمر يعبرن عن قلقهن حيال أوزانهن وشكل أجسامهن، وقدرت الإحصائيات أن 40%-60% من الفتيات في سن المراهقة عبرن عن عدم رضاهن بأجسامهن.
يرجع عدم الرضا عن الجسم إلى العوامل المجتمعية، مع كون وسائل التواصل الاجتماعي والوسائط الإعلامية العوامل الأكثر تأثيرا بسبب انتشار صور كثيرة تتعلق بالصورة المثالية لجسم المرأة تروج لمعايير صعبة التحقيق مبنية على تعديلاتتتم على الصور من خلال برامج كالفوتوشوب ليبدو جسد النساء طويلًا ونحيلًا وذا ثدي معتدل الحجم، مما يولد صراعًا داخليًا ينتج عن مقارنة الشخص لذاته مع هذه الصور المعروضة وبالتالي الشعور بعدم الرضا.
في عام 2002 قامت الممثلة جيمي لي كورتيس بجلسة تصوير لمجلة مور، حيث أنها ظهرت بمظهر متألق ومن ثم ظهرت مرتدية حمالة صدر رياضية وشورت، وقامت الممثلة بالتصريح بأنها تملك صدرًا ممتلئًا كبير الحجم، وتملك دهونًا في منطقة البطن والظهر على عكس ما وضع على غلاف المجلات الأخرى وما ينتشر على الإنترنت، مما أوضح كيف أن المجلات تقوم باستخدام تكنولوجيا متطورة على الحواسيب لتصحيح العيوب وإخفاء أي خلل في شكل الجسد لا يتناسب مع معايير الجمال المفروضة، فأحست جيمي بأهمية التنويه على أن المظاهر التي تعرض في الإعلام ليست واقعية. إن وسائل الإعلام ومنصات التواصل الاجتماعي لا تقوم فقط بتمجيد الأجسام النحيلة، بل تقوم أيضا بالتشديد على أهمية هذا الشكل، وتشدد على أهمية المظهر الخارجي بشكل عام، حيث أنه وكما قالت نايومي وولف، تقوم الثقافات المجتمعية بعدم تمكين المرأة عن طريق جعلها حبيسة لمعايير جمال يستحيل تحقيقها، لأن هذا يدعم مجال صناعة المواد التجميلية المبني على الاستهلاك الذي لا يتحقق إلا بفرض هذه المعايير التي تروج لهذه المنتجات.
بحسب الإحصائيات، تقوم 83% من الفتيات في سن المراهقة بقراءة مجلات الموضة التي تؤثر وبشكل كبير على تطور شخصيتهن، خصوصًا فيما يتعلق بالأدوار القائمة على النوع الاجتماعي وتطور القيم والمعتقدات، فعند طرح سؤال «ماذا ستتمنون إذا أتيحت لكن ثلاث أماني لتحقيقها؟» على مجموعة فتيات تتراوح أعمارهن بين الأحد عشرعامًا والسبعة عشر عامًا، كان الجواب الطاغي هو خسارة الوزن والقدرة على عدم اكتسابه. وفي دراسة أخرى أجريت على نساء في منتصف العمر طرح عليهن سؤال «ما هو أكثر شيء تريدون أن تغيروه في حياتكن؟» كان الوزن هو إجابة أكثر من نصف المشتركات.

## صورة الجسد المثالي واضطرابات الطعام
لفهم العلاقة المباشرة بين التعرض اليومي لصور تروج لأشكال الجسم النحيل وعدم الرضا عن شكل الجسم واضطرابات الطعام، أجريت دراساتكثيرة قام الباحثون من خلالها بعرض صور لعارضات أزياء ومشاهير ذوي أجسام نحيفة على عدد من الشابات؛ وقاموا بقياس مدى الرضا عن أجسامهن، وقوة الدافع لخسارة الوزن، ومزاج هؤلاء الشابات، ومدى حب الذات لديهن قبل عرض الصور وبعد عرضها. معظم النتائج بينت أن عرض هذه الصور قام بزيادة عدم الرضا والاضطرابات العاطفية لدى العينة، بينما نسبة قليلة لم تبد أي تأثيرتجاه مشاهدة هذه الصور، وترجع هذه النتائج للاختلاف بين قدرة الشخص على التأثر بهذه المحتويات. كما أن دراسات أخرى كثيرة أثبتت أن المعايير المطروحة في الإعلام ومنصات التواصل الاجتماعي تؤثر وبشكل واضح على رضا النساء بأجسامهن وعلى توقعات الذكور تجاه مظهر المرأة، وكيف أن الضغط المتولد من محاولة الوصول لصورة الجسد المثالية كان عاملًا ئيسيًا مسببًا لاضطرابات الطعام. ولكن الضغوط للحصول على الجسد المثالي مصدره لا يقتصر على ذلك فحسب، حيث وجد أن الضغط قد يأتي من قبل المحيط والأقارب، وقد تتعرض الفتاة للضغط من قبل صديقها الحميم للحصولعلى جسد جذاب، وحتى بطريقة غير مباشرة عن طريق محلات الملابس التي قد لا تملك إلا مقاسات صغيرة.
مع تزايد الضغوطات المتعلقة بشكل الجسد المثالي وانتشار الشركات المروجة للحميات والتنحيف، ازداد القلق تجاه اضطرابات الطعام. تعرف اضطرابات الطعام على أنها مرض يتصف بعادات أكل غير منتظمة، ويعاني المصابون من قلق حول شكل أجسامهم وأوزانهم. يتمثل اضطراب الطعام في ثلاثة مظاهر هي:
1. فقدان الشهية العصبي: حيث يعاني المصابون من خوفمن زيادة الوزن يصل لحد الهوس، ويكون لديهم إدراك غير واقعي لصورة الجسم وينظرون لنفسهم على أنهم بدينين؛ فبالتالي يرفضون الحفاظ على وزن سليم للجسم عن طريق الحد من كميات الطعام التي يستهلكونها.[7]
2. الشره المرضي العصبي: يتصف هذا المرض بأكل كميات كبيرة من الطعام بشكل متكرر، يليه سلوكيات تعوض عن هذا النهم في الطعام، كمحاولة التقيؤ لإفراغ المعدة من الطعام المتناول، أو الإفراط في التمارين الرياضية، أو استخدام مفرط للأدوية المدرة والملينات المعوية، وغالبا ما تحدث هذه الدورة من الأكل بنهم ثم التخلص من هذا الطعام بالسر، مما يخلق شعوراً بالعار والذنب وفقدان السيطرة. المصابون بهذا النوع من اضطراب الطعام غالبا ما يمتلكهم خوف من كسب الوزن ويشعرون بعدم رضا شديد عن حجم وشكل أجسامهم.[7]
3. اضطراب نهم الطعام: المصابون بهذا الإضطرب يفقدون السيطرة على أنفسهم عند تناول الطعام، وعلى عكس الشره المرضي العصبي الذي يتصف بمعاوضة للتخلص من الطعام المستهلك، اضطراب نهم الطعام لا يليه معاوضة. لذا، معظم المصابين بهذا الاضطراب يعانون من السمنة المفرطة.[7]

وبينت الدراسات أن النساء المصابات بفقدان الشهية العصبي يصفن استخدامهن لمنصات التواصل الاجتماعي وقراءة مجلات الموضة على أنه إدمان، كما أن هذه المجلات تدعم بشكلمباشر وغير مباشر الطرق المتبعة لتحديد كميات الطعام عبر الترويج للرسائل التي تشجع النحافة واتباع الحميات.
كما أن الإعلانات التي تجتاح شاشات التلفاز والإنترنت والتي تروج لعادات غذائية غير صحية تتسبب بزيادة وزن مفرطة تتسبب بتفاقم السمنة وبالتالي اضطرابات الطعام والاكتئاب المتعلقين بصورة الجسد، حيث أنه وبحسب الدراسات، يشاهد المتفرج الذي يتابع التلفاز لمدة ساعتين عالأقل يوميا ما يقارب العشرين ألف إعلان في السنة يروجون لأطعمة غير صحية.